# Frank L. Greene
Frank Lester Greene, född 10 februari 1870 i St. Albans i Vermont, död 17 december 1930 i St. Albans, Vermont, var en amerikansk republikansk politiker. Han representerade delstaten Vermont i båda kamrarna av USA:s kongress, först i representanthuset 1912–1923 och sedan i senaten från 1923 fram till sin död.
Greene arbetade på järnvägsbolaget Central Vermont Railway Co. 1883–1891 och därefter på tidningen St. Albans Daily Messenger. Han deltog i spansk-amerikanska kriget.
Kongressledamot David J. Foster avled 1912 i ämbetet och Greene fyllnadsvaldes till representanthuset. Han efterträdde 1923 Carroll S. Page som senator för Vermont. Senator Greene avled 1930 i ämbetet och efterträddes av Frank C. Partridge. Greene gravsattes på Greenwood Cemetery i St. Albans.